# Пјана Калцата (Палермо)
Пјана Калцата је насеље у Италији у округу Палермо, региону Сицилија.
Према процени из 2011. у насељу је живело 511 становника. Насеље се налази на надморској висини од 5 м.